# She’ar Yashuv Cohen

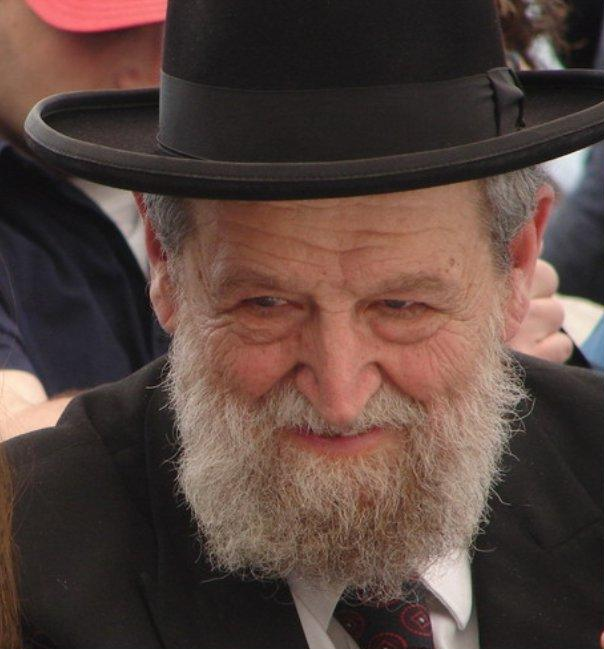
She’ar Yashuv Cohen 2007

She’ar Yashuv Cohen (hebräisch שאר ישוב כהן‎; geb. 4. November 1927 in Jerusalem; gest. 5. September 2016 in Haifa) war Rabbiner und seit 1975 der Großrabbiner der aschkenasischen Juden in Haifa.

## Leben
She’ar Yashuv Cohen wurde als Sohn David Cohens und seiner Frau Sarah Etkin in eine traditionsreiche Rabbinerfamilie geboren. Anders als sein Vater entschloss er sich nicht zum strengen Nasiräertum, studierte aber die Tora, um Rabbiner zu werden.
Im israelischen Unabhängigkeitskrieg gehörte er der Hagana an, wurde beim Kampf um Jerusalem verwundet und geriet in jordanische Gefangenschaft. Cohen gehörte noch jahrelang den Israelischen Streitkräften an, wo er als Militärrabbiner und Oberrabbiner der Luftwaffe diente. Als Kandidat der Nationalreligiösen Partei (Mafdal) wurde er zum stellvertretenden Bürgermeister gewählt – ein Amt, das er auch nach der Wiedervereinigung der Stadt im Sechstagekrieg ausübte. Als Freiwilliger nahm er am Jom-Kippur-Krieg teil, in dem er als Militärrabbiner mit seiner Einheit bis über den Suezkanal vorstieß. 1975 folgte er auf Yehoshua Kaniel im Amt des Großrabbiners von Haifa.
Cohens Frau Naomi, die ebenfalls einer Rabbinerdynastie entstammt, ist eine Enkelin des US-Unternehmers Harry Fischel. Seine Schwester war mit dem ranghohen aschkenasischen Militärrabbiner Shlomo Goren verheiratet, der von 1973 bis 1983 Oberrabbiner der Aschkenasi von Israel war. Cohens Kandidatur für dieses Amt scheiterte jedoch 1983 wie 1993 an zu geringer Unterstützung.
Cohen war Gründer verschiedener religiöser Institute in Israel, Präsident des Harry-Fishel-Instituts, Berater des Großrabbinats von Israel, für das er als Beauftragter im interreligiösen Dialog mit Christen und Moslems tätig war.
She’ar Yashuv Cohen starb im September 2016 in Haifa und wurde auf dem Jüdischen Friedhof am Ölberg bestattet.